# アンティオック (カリフォルニア州)
アンティオック（英: Antioch）は、アメリカ合衆国カリフォルニア州のコントラコスタ郡にある都市。人口は11万5291人（2020年）。サンフランシスコ・ベイエリアのベッドタウンである。

## 歴史
1872年に法人化した歴史ある都市だが、長らく農業社会として存在していた。鉱物や石炭、石油の発見があったが埋蔵量が小さく主要な産業にはならなかった。1960年以降、ベイエリアの地価が高騰する中で安い住宅を求めてアンティオック市にもベッドタウン化の波がやってきた。

## 名称
市名はシリアの古代都市アンティオキアに由来している。聖書の記述が元になっており、シリアとは直接の関係はない。

## 姉妹都市
- 埼玉県秩父市：1967年9月16日姉妹都市提携。